# Schwarzgesichtsittich
Der Schwarzgesichtsittich (Psephotus dissimilis) auch Collettsittich ist eine Papageienart, die zu den Plattschweifsittichen zählt. Sie kommt ausschließlich in Australien vor. Ähnlich wie beim Goldschultersittich hat sich das Verbreitungsgebiet des Schwarzgesichtsittichs im Verlauf des 20. Jahrhunderts stetig verkleinert und die Bestandszahlen sind rückläufig. Viele Regionen des ehemaligen Verbreitungsgebietes weisen nur noch ein lückenhaftes Vorkommen dieser Art auf. Zwischen einzelnen Populationen findet kein genetischer Austausch mehr statt. Eine Neubesiedelung von Regionen, in denen der Schwarzgesichtsittich einstmals vorkam, findet offensichtlich nicht statt. Die Art ist in Australien geschützt und wird auf dem Anhang I der CITES-Vereinbarung geführt.

## Erscheinungsbild
Der Schwarzgesichtsittich erreicht eine Körperlänge von 27 Zentimetern und wiegt zwischen 50 und 60 Gramm. Die Art zeigt einen ausgeprägten Geschlechtsdimorphismus. Das überwiegend grün gefärbte Weibchen ist von dem Weibchen der nah verwandten Goldschultersittiche kaum zu unterscheiden.
Das Männchen des Schwarzgesichtsittichs hat eine schwarze Stirn und einen schwarzen Scheitel. Auch die Region von der Oberschnabelbasis bis zum Unteraugenstreifen ist schwarz. Die Ohrdecken sowie die Wangen und die Kehle sind bis zur Oberbrust türkisfarben. Der Vorderrücken, die Schulterfedern sowie die Schirmfedern sind dunkelbraun. Der Hinterrücken und der Bürzel sind blaugrün. Auf den Oberschwanzdecken hellt sich das Gefieder zu einem gelblichen Grün auf. Die Federn der Oberschwanzdecken weisen dabei einen feinen dunkelgrauen Saum auf. Die kleinen und die mittleren Flügeldecken sind ebenso wie die äußeren Armdecken braun. Die äußeren Armdecken haben dabei einen goldgelben Rand auf den Außenfahnen. Die Handschwingen sind gleichfalls braun, wobei der Rand der äußeren Handschwingen hellgelb ist. Die Unterbrust, der Bauch und der Schenkel sind türkisfarben. Die Afterregion sowie die Unterschwanzdecken sind orangerot. Hier sind die Federn breit weiß gesäumt. Der Schnabel ist klein und von einem Blaugrau mit einer dunklen Oberschnabelspitze. Die Iris ist dunkelbraun.
Weibchen sind überwiegend grün gefärbt. Stirn, Scheitel und Zügel sind dabei bis zur vorderen Wangenhälfte verwaschen gräulich braun. Die Ohrdecken und die hintere Wangenhälfte sind hellgrün und leicht bläulich überlaufen. Die Kehle ist bis zur Brust und den Halsseiten sowie der oberen Flankenregion von einem hellen Türkis. Der Vorderrücken, die Schulterfedern und die Schirmfedern sind von einem hellen Bronzegrün. Der Hinterrücken ist bis zu den Oberschwanzdecken matt blaugrün. Ähnlich wie beim Männchen hellen die Oberschwanzdecken gelblich auf. Die Afterregion sowie die Unterschwanzdecken sind mattrosa mit einer breiten weißen Säumung. 
Schwarzgesichtsittiche sind kraftvolle Flieger mit einem schnellen Flug. Sie legen größere Entfernungen in großer Flughöhe zurück.

## Verbreitung und Lebensraum
Ähnlich wie die Goldschultersittiche hat der Schwarzgesichtsittich nur ein sehr kleines Verbreitungsgebiet. Er kommt ausschließlich im Norden des Northern Territory vor. Sein Lebensraum sind vom Monsun geprägte Tropen. Hier besiedelt der Schwarzgesichtsittich die offene Baumsavanne und spärlich baumbestandenes Grasland mit einem hohen Anteil an Termitenhügeln. 
Belegt ist, dass Schwarzgesichtsittiche ihr Brutareal nach der Fortpflanzungszeit verlassen. Über die dann stattfindende Wanderbewegung ist allerdings nur sehr wenig bekannt. Vermutet wird, dass sich die Wanderbewegungen auf ein kleines Gebiet begrenzen. Lediglich die Schwärme, die sich aus noch nicht geschlechtsreifen Schwarzgesichtsittichen zusammensetzen, zeigen eine etwas größere Wanderbewegung und ziehen bis zu 100 Kilometer umher.

## Verhalten
Das Nahrungsspektrum des Schwarzgesichtsittich wird von feinen Gras- und Kräutersamen dominiert. Einen geringeren Anteil machen andere Samen sowie Früchte, Blüten und Nektar sowie Insekten und ihre Larven aus. 
Schwarzgesichtsittiche sind Höhlenbrüter, die bevorzugt in Höhlen in Termitenhügeln brüten. Das Weibchen gräbt dabei die Höhle und benötigt für seine Grabarbeiten etwa drei Wochen. Das Gelege besteht aus drei bis fünf Eiern. Der Legeabstand beträgt 1,5 bis 2,5 Tage. Es brütet nur das Weibchen. Die Brutzeit beträgt zwischen 20 und 22 Tagen. Die Jungvögel verlassen etwa 27 bis 28 Tage nach dem Schlupf die Bruthöhle.
Die Reproduktionsrate der Schwarzgesichtsittiche ist verhältnismäßig hoch. Von den 199 festgestellten Eiern in einer Untersuchung schlüpften 120 Nestlinge. Von diesen Nestlingen wurden 99 flügge. Das entspricht pro Nest einem durchschnittlichen jährlichen Reproduktionserfolg von 2,1 Jungtieren. Zu den Fressfeinden der Schwarzgesichtsittiche zählt der Trauerwaran sowie die Beutelmarderart Daxyurus hallucatus.

## Haltung in menschlicher Obhut
Schwarzgesichtsittiche gelten als ausgesprochen schöne Sittiche. Sie werden seit langem auch außerhalb Australiens als Ziervögel gehalten. Dabei haben sich die Nachzuchten, die seit mehreren Generationen in kühlerem Klima gezogen wurden, als widerstandsfähiger erwiesen, als diese tropische Art vermuten lässt. Sie benötigen in Regionen mit nasskaltem und windigem Wetter jedoch vollständig überdachte Volieren mit soliden Seitenwänden. Gegenüber Artgenossen und anderen Vogelarten sind brütende Schwarzgesichtsittiche allerdings sehr aggressiv.

## Belege

### Weblink
- Psephotellus dissimilis in der Roten Liste gefährdeter Arten der IUCN 2023.1. Eingestellt von: BirdLife International, 2016. Abgerufen am 15. April 2024.
- Schwarzgesichtsittich (Psephotus dissimilis) bei Avibase
- Schwarzgesichtsittich (Psephotus dissimilis) auf eBird.org
- xeno-canto: Tonaufnahmen – Schwarzgesichtsittich (Psephotus dissimilis)
- Hooded Parrot (Psephotus dissimilis) in der Encyclopedia of Life.  (englisch).